# Аркебуза
Аркебу́за (фр. arquebuse соответствовало нем. Handbüchse, Haken, Hakenbüchse) (не путать с понятием «аркебуз») — гладкоствольное фитильное дульнозарядное ружьё.
Части войск, вооружённые аркебузами, назывались аркебузирами.

## История
Первые аркебузы появились ещё в начале XV века. Вес аркебузы варьировался в пределах 2,5—3,5 кг. Характерным отличием аркебуз от более ранних образцов ручного огнестрельного оружия было наличие эргономичного приклада, удлинённого ствола, ложи по всей его длине, фитильного замка со спусковым механизмом. Всё это позволяло стрелку прикладываться и вести прицельную стрельбу из аркебузы на весьма значительные расстояния. К тому же все аркебузы XVI века снабжались развитыми прицельными приспособлениями.
По данным музея Грац, техническая кучность аркебузы XVI века позволяла поразить мишень размером 60 на 60 см на расстоянии 100 метров. Для стрельбы из аркебуз использовали свинцовые пули калибра 15—17 мм и заряд пороха примерно в половину веса пули. Скорость пуль при использовании качественного гранулированного пороха могла достигать 450 м/с. Достаточно высокая кинетическая энергия аркебузной пули (порядка 2000 Дж), позволяла пробивать рыцарский доспех толщиной 2 мм, с расстояния 30 метров. Обычно с такого расстояния производили залп по наступающей коннице.

## История применения
Старейшие образцы и датированные изображения подобного оружия относятся к 20-м годам XV века.
Впервые массово аркебузы применены были венгерским королем-полководцем Матьяшем Корвином (1458—1490), создавшим передовую по тем временам наёмную «Чёрную армию», каждый четвёртый пехотинец в которой вооружался подобным оружием. Также применялись они во время Бургундских войн 1474—1477 годов. Согласно мемуаристу и дипломату Филиппу де Коммину, во Франции и Бургундии второй половины XV века аркебузу называли «ручной кулевриной». При этом, французами употреблялась аркебуза сравнительно редко. Историк-медиевист Анри Лемонье отмечает, что в документах и хрониках Итальянских войн, описывающих вооружение армий Карла VIII (1483—1498) и Людовика XII (1498—1515), она почти не фигурирует. Поэт Жоашен дю Белле датирует первое настоящее её применение 1521 годом, но даже под 1523-м будущий маршал Франции Блез де Монлюк в своих мемуарах сообщает: «А ведь надо отметить, что в отряде пехоты, каким командовал я, были одни арбалетчики, поскольку в то время среди нашего народа аркебузиров почти не было». 
Наибольшую известность приобрели аркебузы после битвы при Павии в 1525 году, когда вооружённые ими 3 тыс. испанских солдат одержали победу над 8 тыс. французских рыцарей, положив таким образом конец могуществу рыцарских армий в Европе. В ту же эпоху на смену аркебузе начал приходить мушкет, обладающий большей пробивной силой, но более тяжёлый. В результате аркебуза до конца века сохранялась как лёгкое, кавалерийское и охотничье оружие, а аркебузиры превратились в лёгких пехотинцев. В XVI веке также распространились аркебузы с колесцовыми замками и нарезными стволами. Увеличилась длина ствола, а сами стволы стали изготавливать методом сверления (как и у мушкетов). К началу XVII века мушкет совершенно вытеснил аркебузу.
В Японию аркебуза была завезена португальскими торговцами в 1543 году. На землях провинции Сацума началось массовое производство этого оружия. В 1575 году в битве при Нагасино Ода Нобунага поставил три линии вооружённых аркебузами асигару за деревянным частоколом, тем самым подготовившихся к нападению неприятельской конницы. Построение в три линии позволяло стрелкам двух задних линий перезаряжать своё оружие, в то время, как первая линия вела огонь. Такая тактика позволяла вести непрерывную стрельбу. Подобная тактика в Европе называлась караколь. Помимо внутренних войн в самой Японии, аркебузы широко использовались во время Имджинской войны. Один из корейских чиновников с досадой констатировал превосходство японских воинов, вооружённых аркебузами. После войны Корея и Китай стали активно перевооружать свою армию аркебузами. Во время сёгуната Токугава (основан в 1603 году) вопреки популярным «городским легендам», использование огнестрельного оружия продолжалось, как и его производство, хотя из-за меньшей интенсивности конфликтов в этот период они реже применялись в военных действиях. Более того, постепенно ручное огнестрельное оружие превратилось скорее в фермерский инструмент (служащий для отпугивания животных или убиения оных), чем реально орудие ведения войны, и такие взгляды начали меняться лишь в начале XIX века.
Аркебуза также была на вооружении у воинов терции. Те́рция (исп. tercio) — тактическая единица Испанской империи в эпоху доминирования Габсбургов в европейских сражениях в XVI веке и в первой половине XVII века. В терции были представлены следующие рода войск — пикинёры, мечники и аркебузиры, или мушкетёры. В теории в составе терции должно было находиться 3000 солдат, хотя на практике зачастую было меньше половины этого числа. Испанские терции были первыми в Европе тактическими единицами, где личный состав был представлен хорошо тренированными добровольцами-профессионалами с отличной строевой дисциплиной, вместо наёмников, которые составляли большинство европейских армий того времени. Иногда терцию именовали «испанским каре». До битвы при Рокруа (1643) терция считалась непобедимой.